# Messier 48
Messier 48 (NGC 2548) is een open sterrenhoop in het sterrenbeeld Waterslang (Hydra). In 1771 werd het door Charles Messier ontdekt en vervolgens door hem in zijn catalogus van komeetachtige objecten opgenomen onder nummer 48. Een fout in de positiebepaling van de Fransman leidde er echter toe dat de identificatie van de sterrenhoop als M48 tot 1934 onzeker was.
M48 bevat zo'n 80 sterren waarvan er 50 helderder zijn dan magnitude +13. De sterrenhoop meet circa 23 lichtjaar in diameter en werd naar schatting 300 miljoen jaar geleden gevormd.
Vanuit de Benelux gezien bevindt Messier 48 zich anderhalve graad ten noorden van de gordel van de geostationaire satellieten.